# Stewart Haslinger
Stewart Gavin Haslinger (nacido el 25 de noviembre de 1981 en Ainsdale, Merseyside) es un gran maestro de ajedrez inglés y ex campeón británico junior.

## Biografía
Ahora residente de la cercana Formby, Haslinger proviene de una fuerte familia de jugadores de ajedrez. Fue enseñado por su padre a los cuatro años de edad y luego se convirtió en campeón británico sub-12 en 1993, siguiendo los logros de las hermanas Cathy y Mandy, que fueron campeonas británicas juveniles en todos los grupos de edad. Cathy avanzó hasta convertirse en Campeona Mundial Juvenil (para niñas menores de 14 años) en 1987.
Haslinger terminó una maestría en matemáticas en la Universidad de Liverpool en 2006 y después dedicó mucho tiempo para tratar en convertirse en Gran Maestro de ajedrez. Logrando su objetivo antes de lo esperado, obtuvo sus últimas dos normas en la 4NCL 2006/7 y en el Caerleon South Wales International 2007, habiendo obtenido previamente una norma en el Campeonato Británico de 2002. Durante un período de mala salud, Haslinger dedicó varios meses de estudio al ajedrez, y luego experimentó un salto adelante en su ajedrez.
Haslinger ha representado al SG Trier en la Schachbundesliga alemana desde 2009. Comenzó sus estudios de doctorado en matemáticas aplicadas en la Universidad de Liverpool en 2010 y lo obtuvo en 2014.

## Momentos más memorables de torneo
- Campeonato Británico, Torquay, 2002 – Cuarto lugar después de Ramachandran Ramesh, Joseph Gallagher y Krishnan Sasikiran (GM Norm alcanzado).
- Blackpool Hilton Premier, 2003 – Cuarto lugar siguiendo Abhijit Kunte, John Shaw y Nigel Davies .
- Campeonato Británico, Douglas, 2005 – Segundo lugar compartido, después de Jonathan Rowson .
- Liga de Ajedrez de las Cuatro Naciones, 2006/7 - 6.5/9 (Norma de GM alcanzada).
- South Wales International, Caerleon, 2007 – Segundo lugar, después de Marat Dzhumaev (Norma de GM alcanzada).
- Campeonato Británico, Great Yarmouth, 2007 – Cuarto puesto compartido, tras Jacob Aagaard, Jonathan Rowson y Stephen Gordon .
- Desafío de ajedrez de las cuatro naciones, Oslo, 2008: en su debut internacional (equipo de Inglaterra), contribuyó con una puntuación positiva, lo que ayudó a Inglaterra a ocupar el segundo lugar.[4]
- Benidorm, 2008 – Compartido primer puesto, con Vladimir Burmakin, Boris Avrukh y Eduardo Iturrizaga .
- South Wales International, Pontypridd, 2008 – Primer puesto compartido con Normunds Miezis[5]
- Essent Open Hoogeveen, 2008 – Primer lugar compartido, con Friso Nijboer y Alexandr Fier .
- 3º Open, Palma de Mallorca, 2008 – Primer puesto.[6]
- Hilversum Open, 2009 – Compartió el primer lugar con Daniel Fridman, Mikhail Krasenkov y Predrag Nikolić .[7]
- Unive Open, Hoogeveen, 2009 – Primer puesto (un punto por delante de otros diez Grandes Maestros).[8]
- Open Internacional de Sevilla 2011 – Primera plaza compartida con Deep Sengupta[9]
- Noteboom Memorial, Leiden 2011: segundo lugar compartido después de Jan Smeets
- Open Internacional de Sevilla 2013 – Primer puesto (a un punto del resto, incluidos otros diez Grandes Maestros).[10]
- Haarlem ROC Nova College Schaaktoernooi 2013 - Primer lugar.[11]

## Juego notable
S Haslinger-A Jaunouby, Congreso de Bolton, 2008, Defensa Moderna 1.e4 g6 2.d4 Ag7 3. Cc3 d6 4. Ae3 a6 5.f4 Cf6 6. Cf3 b5 7.e5 Cg4 8. Ag1 f6 9.h3 Ch6 10. Ad3 fxe5 11.dxe5 c6?! 12 Dd2 Dc7 13.0–0–0 0–0 14.g4 dxe5 15. Cxe5 g5 16.fxg5 b4 17. Ac4+ e6 18. Ce2 Axe5 19.gxh6 c5 20. Dg5+ Rh8 21. Bh2! Diagrama Cc6. 22 Thf1! ! Tg8 23. Td8! ! (La torre está en prise de tres maneras diferentes, pero todas las líneas son ganadoras para las blancas) Txd8 24. Axe5+ Dxe5 25. Dxd8+! 1-0
(si 24. . . Cxe5 25. Tf7! Dxf7 26. Dxd8+ Dg8 27. Df6+ Dg7 28. Dxg7 mate o 24. . . Cxe5 25. Tf7! Cxf7 26. Dg7 mate)